# Abapeba sicarioides
Abapeba sicarioides là một loài nhện trong họ Corinnidae.
Loài này thuộc chi Abapeba. Abapeba sicarioides được Cândido Firmino de Mello-Leitão miêu tả năm 1935.